# Asociația Națională de Protecție împotriva Incendiilor
Asociația Națională pentru Protecția împotriva Incendiilor (acronim: NFPA) este o organizație internațională nonprofit din Statele Unite care se ocupă de cercetarea cauzelor de incendii unde au fost decese ale oamenilor, răniți sau au fost afectate proprietăți sau pierderi economice de natură electrică și conexe.Începând cu 2018, NFPA susține că are 50.000 de membri și 9.000 de voluntari care lucrează cu organizația prin intermediul celor 250 de comitete tehnice ale sale.Mascota oficială a asociației Sparky the Fire Dog promovează educația pentru siguranța împotriva incendiilor pentru copii.

## Istoric
În 1895, un Comitet pentru Protecția Automată a Sprinklerelor a fost format în Massachusetts de către bărbați afiliați la mai multe companii de asigurări de incendiu și un producător de țevi pentru a dezvolta un standard uniform pentru proiectarea și instalarea sistemelor de sprinklere împotriva incendiilor. La acea vreme, existau nouă astfel de standarde în vigoare pe o rază de 100 de mile(160 km) de Boston, Massachusetts, iar o astfel de diversitate provoca mari dificultăți instalatorilor care lucrau în regiunea New England. 
În anul următor, comitetul și-a publicat raportul inițial cu privire la un standard uniform și a continuat să formeze NFPA la sfârșitul anului 1896. Raportul inițial al comitetului a evoluat în NFPA 13, Standard pentru instalarea sistemelor de sprinklere, care este acum cel mai utilizat pe scară largă, sprinklere standard.
În jurul anului 1904, NFPA a început să-și extindă numărul de membri de la afiliații companiilor de asigurări de incendiu la multe alte organizații și persoane fizice, și-a extins misiunea dincolo de promulgarea standardelor de sprinklere de incendiu.

## Coduri și standarde
Asociația publică peste 300 de coduri și standarde consensuale care au scopul de a minimiza posibilitatea și efectele incendiilor și a altor riscuri. Codurile și standardele sunt administrate de peste 250 de comitete tehnice, formate din aproximativ 8.000 de voluntari. 

## Mascota prevenirea incendiilor SUA

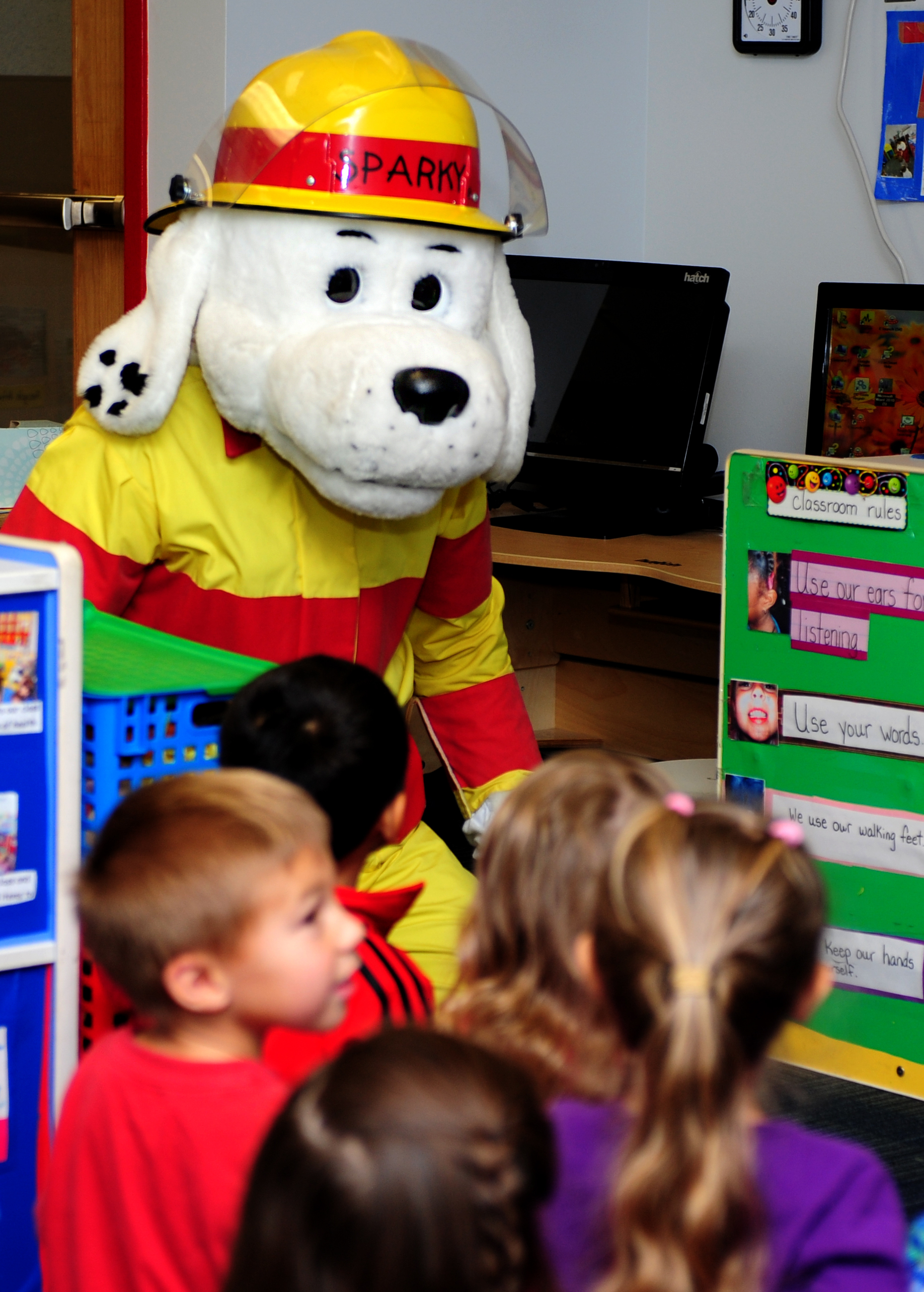
Sparky mascota oficială a asociației

Sparky este mascota oficială a Asociației Naționale de Protecție la Foc din SUA.A fost creată în 1951 pentru a promova educația privind prevenirea incendiilor pentru copii, este un câine dalmațian îmbrăcat în echipament de stingere a incendiilor.
O carte pentru copii despre mascota Sparky a fost scrisă de Don Hoffman și a fost publicată în 2011. El este purtătorul de cuvânt al Săptămânii de prevenire a incendiilor în fiecare lună în octombrie în Statele Unite și Canada.